# Gymnastiek op de Gemenebestspelen 2014
Gymnastiek is een van de sporten die beoefend werden op de Gemenebestspelen 2014 in Glasgow. Het gymnastiektoernooi vond plaats van 24 juli tot en met 1 augustus in The Hydro.

## Medailles

### Mannen
| Onderdeel     | Goud | Goud                                                            | Zilver | Zilver                                                         | Brons | Brons                                                               |
| ------------- | ---- | --------------------------------------------------------------- | ------ | -------------------------------------------------------------- | ----- | ------------------------------------------------------------------- |
| Meerkamp team | ENG  | Sam Oldham Louis Smith Kristian Thomas Max Whitlock Nile Wilson | SCO    | Frank Baines Adam Cox Liam Davie Daniel Keatings Daniel Purvis | CAN   | Zachary Clay Nathan Gafuik Anderson Loran Kevin Lytwyn Scott Morgan |
| Meerkamp      | ENG  | Max Whitlock                                                    | SCO    | Daniel Keatings                                                | ENG   | Nile Wilson                                                         |
| Vloer         | ENG  | Max Whitlock                                                    | CAN    | Scott Morgan                                                   | NZL   | David Bishop                                                        |
| Voltige       | SCO  | Daniel Keatings                                                 | ENG    | Max Whitlock                                                   | ENG   | Louis Smith                                                         |
| Ringen        | CAN  | Scott Morgan                                                    | CAN    | Kevin Lytwyn                                                   | SCO   | Daniel Purvis                                                       |
| Sprong        | CAN  | Scott Morgan                                                    | ENG    | Kristian Thomas                                                | SGP   | Wah Toon Hoe                                                        |
| Brug          | SCO  | Daniel Purvis                                                   | ENG    | Nile Wilson                                                    | ENG   | Max Whitlock                                                        |
| Rek           | ENG  | Nile Wilson                                                     | ENG    | Kristian Thomas                                                | CAN   | Kevin Lytwyn                                                        |

### Vrouwen
| Onderdeel            | Goud   | Goud                                                                   | Zilver | Zilver                                                                              | Brons  | Brons                                                                      |
| Turnen               | Turnen | Turnen                                                                 | Turnen | Turnen                                                                              | Turnen | Turnen                                                                     |
| -------------------- | ------ | ---------------------------------------------------------------------- | ------ | ----------------------------------------------------------------------------------- | ------ | -------------------------------------------------------------------------- |
| Meerkamp team        | ENG    | Ruby Harrold Kelly Simm Hannah Whelan Claudia Fragapane Rebecca Downie | AUS    | Georgia Rose Brown Larrissa Miller Lauren Mitchell Mary Anne Monckton Olivia Vivian | WAL    | Elizabeth Bedoe Georgina Hockenhull Jessica Hogg Angel Romaeo Raer Theaker |
| Meerkamp             | ENG    | Claudia Fragapane                                                      | ENG    | Ruby Harrold                                                                        | ENG    | Hannah Whelan                                                              |
| Sprong               | ENG    | Claudia Fragapane                                                      | CAN    | Elsabeth Black                                                                      | IND    | Dipa Karmakar                                                              |
| Brug ongelijk        | ENG    | Rebecca Downie                                                         | AUS    | Larrissa Miller                                                                     | ENG    | Ruby Harrold                                                               |
| Balk                 | CAN    | Elsabeth Black                                                         | AUS    | Mary Anne Monckton                                                                  | WAL    | Georgina Hockenhull                                                        |
| Vloer                | ENG    | Claudia Fragapane                                                      | AUS    | Lauren Mitchell                                                                     | CAN    | Elsabeth Black                                                             |
| Ritmische gymnastiek |        |                                                                        |        |                                                                                     |        |                                                                            |
| Meerkamp team        | CAN    | Annabelle Kovacs Maria Kitkarska Patricia Bezzoubenko                  | WAL    | Nikara Jenkins Francesca Jones Laura Halford                                        | MAS    | Fatin Zakirah Zain Jalany Wong Poh San Amy Dict Weng Kwan                  |
| Meerkamp             | CAN    | Patricia Bezzoubenko                                                   | WAL    | Francesca Jones                                                                     | WAL    | Laura Halford                                                              |
| Bal                  | CAN    | Patricia Bezzoubenko                                                   | WAL    | Francesca Jones                                                                     | WAL    | Laura Halford                                                              |
| Knotsen              | CAN    | Patricia Bezzoubenko                                                   | WAL    | Francesca Jones                                                                     | CYP    | Themida Christodoulidou                                                    |
| Hoepel               | CAN    | Patricia Bezzoubenko                                                   | WAL    | Francesca Jones                                                                     | MAS    | Wong Poh San                                                               |
| Lint                 | WAL    | Francesca Jones                                                        | MAS    | Wong Poh San                                                                        | CAN    | Patricia Bezzoubenko                                                       |

## Medailleklassement
| Plaats | Land          | Goud | Zilver | Brons | Totaal |
| 1      | Engeland      | 9    | 5      | 5     | 19     |
| 2      | Canada        | 8    | 3      | 4     | 15     |
| 3      | Schotland     | 2    | 2      | 1     | 5      |
| 4      | Wales         | 1    | 5      | 4     | 10     |
| 5      | Australië     | 0    | 4      | 0     | 4      |
| 6      | Maleisië      | 0    | 1      | 2     | 3      |
| 7      | Cyprus        | 0    | 0      | 1     | 1      |
| 7      | India         | 0    | 0      | 1     | 1      |
| 7      | Nieuw-Zeeland | 0    | 0      | 1     | 1      |
| 7      | Singapore     | 0    | 0      | 1     | 1      |
| Totaal | Totaal        | 20   | 20     | 20    | 60     |